# Symplecta grata
Symplecta grata är en tvåvingeart som beskrevs av Friedrich Hermann Loew 1873. Symplecta grata ingår i släktet Symplecta och familjen småharkrankar. Inga underarter finns listade i Catalogue of Life.